# Эстакада Панцера (Варшава)
Эстакада Панцера, Виадук Панцера (пол. wiadukt Pancera), Варшавский спуск — несохранившаяся эстакада, связывавшая Замковую площадь и мост Кербедза в Варшаве. 

## История
Варшавский спуск построен в 1844—1846 годах по проекту инженера, инспектора и члена Общего Присутствия Правления XIII (Варшавского) Округа Путей Сообщения Российской империи Ф. Ф. Панцера, за труды по производству этой работы Ф. Ф. Панцер награждён двухгодовым окладом жалованья (около 3 000 рублей). Варшавский спуск был разрушен, в 1944 году, войсками нацистской Германии.
Данная эстакада стала, согласно «РБС», «самым выдающимся сооружением, воздвигнутым Панцером». По своей громадности и смелости проекта мост стал «прекрасным памятником выдающихся способностей и обширных сведений в строительном деле Панцера». Проект предусматривал возможность прокладки по эстакаде железной дороги; трамвайные пути было проложены сразу (первые трамваи ходили еще на конной тяге).
Спуск был построен около Королевского замка и вёл от Замковой площади на воздвигнутый (в 1864 году) постоянный Александровский мост через реку Вислу.

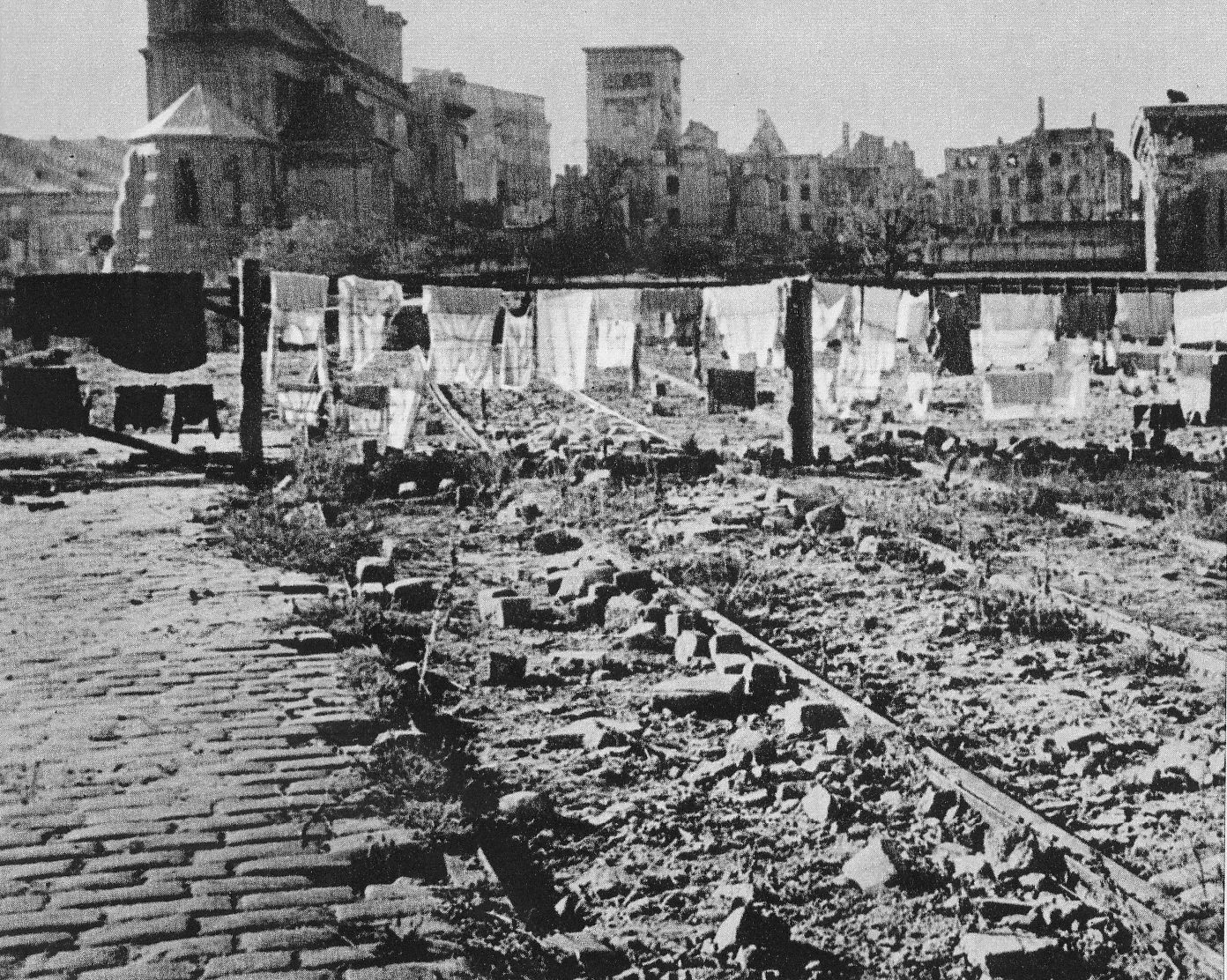
Разрушенный виадук после вторжения вермахта в Польшу

До войны существовала улица Новы Зъязд (пол. Nowy Zjazd), соединявшая Замковую площадь через эстакаду Панцера и мост Кербедза с правобережным районом Прага.
После постройки мост очень способствовал передвижению грузов с береговой части Вислы в центральную часть города. В состав спуска вошло семь больших арок, из которых четыре были открыты для проезда. Вторая, наибольшая часть спуска состоит из высокой земляной насыпи, ограниченной откосами в 45 градусов. В точке соприкосновения с арками насыпь возвышается на 65 футов.
В 1944 году после Варшавского восстания отступающие войска вермахта взорвали эстакаду и Александровский мост. После войны взамен эстакады был построен тоннель под Замковой площадью, который стал центральной частью новой магистрали Восток — Запад, связывающей кратчайшим путём — через тоннель под Старым городом — отдалённые районы столицы.
Единственным сохранившимся элементом эстакады является мемориальная доска на Замковой площади,
надпись на которой (на русском и польском языках) гласит: «Начато в 1844-м году. Окончено в 1846-м году. Строитель инспектор путей сообщения Феликс Панцер.»